# Tmethis cisti
Tmethis cisti är en insektsart som först beskrevs av Fabricius 1787.  Tmethis cisti ingår i släktet Tmethis och familjen Pamphagidae.

## Underarter
Arten delas in i följande underarter:
- T. c. harterti
- T. c. mozabitica
- T. c. tunensis
- T. c. gracilis
- T. c. clavelii
- T. c. barcaeus
- T. c. cisti
- T. c. khaledi